# Regionalni arheološki muzej Antonina Salinasa
Regionalni arheološki muzej Antonino Salinas (italijansko: Museo Archeologico Regionale Antonino Salinas) je muzej v Palermu v Italiji. Ima eno najbogatejših zbirk punske in starogrške umetnosti v Italiji ter številne predmete, povezane z zgodovino Sicilije. Nekdaj je bil last oratorija svetega Filipa Nerija, muzej pa je dobil ime po Antoninu Salinasu, slavnem arheologu in numizmatiku iz Palerma, ki je bil njegov direktor od leta 1873 do svoje smrti leta 1914, nato pa mu je zapustil svojo glavno zasebno zbirko. Je del monumentalnega kompleksa Olivella, ki vključuje cerkev sv. Ignacija in sosednji oratorij. (opomba: Kongregacija oratorija svetega Filipa Nerija je papeška družba apostolskega življenja katoliških duhovnikov in bratov laikov, ki živijo skupaj v skupnosti, ki je povezana brez formalnih zaobljub, ampak samo z dobrodelno vezjo. Običajno jih imenujejo oratorijci (oratorijski očetje)).

## Zgodovina
Gradnjo kompleksa Olivella je v poznem 16. stoletju začel arhitekt Antonio Muttone za oratorij svetega Filipa Nerija in končal v 17. stoletju. Po zakonu o zatiranju verskih redov iz leta 1866 je bila stavba zasežena in postala dom muzeja.
Med drugo svetovno vojno je direktor muzeja Jole Bovio Marconi vse gradivo v muzeju preselil v samostan San Martino delle Scale. To je zbirko rešilo pred uničenjem zaradi bombardiranja med zavezniško invazijo na Sicilijo. Leta 1949 je bil Bovio Marconi odgovoren za obnovo muzeja, saj je bila stavba močno poškodovana. Stavbo je prenovil arhitekt William De Angelis D'Ossat. Od septembra 2015 je le majhen del muzeja brezplačno dostopen. Negotovo je, kdaj bo celotna razstava ponovno odprta.

## Odseki
V pritličju je oddelek, posvečen artefaktom, ki si jih našli pod vodo, vključno z materiali, ki so bili del tovora plovil, kamnita sidra, kosi svinca, svetilke, amfore in napisi, ki segajo od kulture Feničanov do kulture Rimljanov.
Feničanski del prikazuje dva velika antropomorfna sarkofaga iz 5. stoletja pred našim štetjem iz nekropole Pizzo Cannita (blizu sodobnega kraja Misilmeri). Obstajajo tudi skulpture bogov in feničanske votivne stele iz Mozie in Lilybaeuma (sodobno Marsala).
Razstavljena je rekonstrukcija vzhodnega pedimenta iz arheološkega najdišča Selinunt, ki prikazuje gorgono templja C, več metop z mitološkimi reliefi (Templji C in E) ter skulpture arhaičnega in klasičnega obdobja. Leta 1823 sta se dva britanska arhitekta, Samuel Angell in William Harris, med ogledom Sicilije odločila izkopavati v Selinuntu in iz arhaičnega templja, ki je danes znan kot 'Tempelj C', naletela na številne drobce izklesanih metop. Čeprav so jih lokalni uradniki poskušali ustaviti, sta nadaljevala delo in poskušala najdbe odpeljati v Anglijo, namenjeno Britanskemu muzeju. V senci dejavnosti lorda Elgina so bile pošiljke Angella in Harrisa preusmerjene v Palermo, kjer so do danes ostale v Arheološkem muzeju.
Na ogled so artefakti iz Himere, predmeti in skulpture iz Soluntuma, Megare Hyblaee, Tindarija, Kamarina in Agrigenta. Med najpomembnejšimi umetniškimi deli so veliki bronasti ovni iz 3. stoletja pred našim štetjem iz Sirakuz, rimska kopija Lizipove skulpture, na kateri je prikazan Heraklej, ki ujame  Kerinejsko košuto in rimska kopija marmornatega kipa Praksitela, ki prikazuje satira.
Rimsko obdobje dokumentira zbirka skulptur in mozaikov, najdenih v vilah s trga Piazza Vittoria v Palermu, kjer je bilo prej središče rimskega mesta. V muzeju so razstavljene celo prazgodovinske kulture v jamah na območju Palerma.

## Zbirke
Muzej delno sestavljajo zasebne zbirke, ki so jih skozi stoletja kupili ali podarili muzeju.

### Zbirka Univerzitetnega muzeja
To je najstarejša zbirka muzeja, ki je bila pridobljena leta 1814, ko je Giuseppe Emanuele Ventimiglia, princ iz Belmonteja, svojo zbirko ob svoji smrti prepustil univerzi v Palermu. Univerza jo je nato prodala muzeju.

### Zbirka Antonia Salinasa
Ta zbirka, ki je bila muzeju prepuščena leta 1914, je s 6641 kosi največja in je privedla do preimenovanja muzeja po Salinasu. Zbirko sestavljajo knjige, rokopisi, grafike, fotografije, osebni predmeti in približno 6000 kovancev.

### Zbirka Pietro Bonci Casuccini
To je etruščanska zbirka, ki jo sestavljajo sarkofagi, nagrobni kamni, žare in atiška črna ter rdečefiguralna keramika. Velja za najpomembnejšo etruščansko zbirko zunaj Toskane. Razstavljeni predmeti prihajajo iz Chiusija v okviru izkopavanj na posestvih grofa Pietra Boncija Casuccinija.
Zbirko sta dala v prodajo vnuka ustanovitelja Ottavio in Pietro. Prodajo zbirke je Kraljevina Italija leta 1863 preprečila s posredovanjem Micheleja Amarija, ki je bil takrat minister za šolstvo. Država je zbirko pridobila in predala Regionalnemu arheološkemu muzeju Palermo.

## Galerija
- Sarkofag  Pizzo Cannita
- Muzej
- Notranje dvorišče
- Rimski mozaik
- Punska edikola
- Levja glava iz Selinunta
- Atiški črnofiguralni lekit
- Atiški črnofiguralni lekit
- Feničanski sarkofag
- Etruščanski nagrobni kip
- Satir
- Bronast oven
- Svečenica Isis iz Taormine, 2. n. št.